# Heliconius fassli
Heliconius fassli är en fjärilsart som beskrevs av Heinrich Neustetter 1912. Heliconius fassli ingår i släktet Heliconius och familjen praktfjärilar. Inga underarter finns listade i Catalogue of Life.